# Rosa Guraieb
Rosa Guraieb (Matías Romero, Mèxic, 20 de maig de 1931 - 2 de març de 2014) va ser una pianista, educadora musical i compositora mexicana d'origen libanès. Va estudiar a Beirut (Líban) amb Michel Cheskinoff en el Conservatori Nacional. Va continuar la seva educació a Mèxic amb José Pablo Moncayo i Salvador Ordones Ochoa en el Conservatori de Mèxic, després a la Universitat Yale i finalment a Bayreuth (Alemanya).